# American Psycho (альбом)
American Psycho (в переводе с англ. — «Американский психопат») — третий студийный альбом группы The Misfits, выпущен 13 мая 1997 года, первый альбом группы после их возвращения на сцену, без участия духовного лидера Гленна Данцига. Один из основателей группы, бессменный басист Джерри Онли, спустя 12 лет после распада тяжело достиг соглашения с Данцигом и получил права на использование имени группы, логотипа и ранних записей.

## Об альбоме

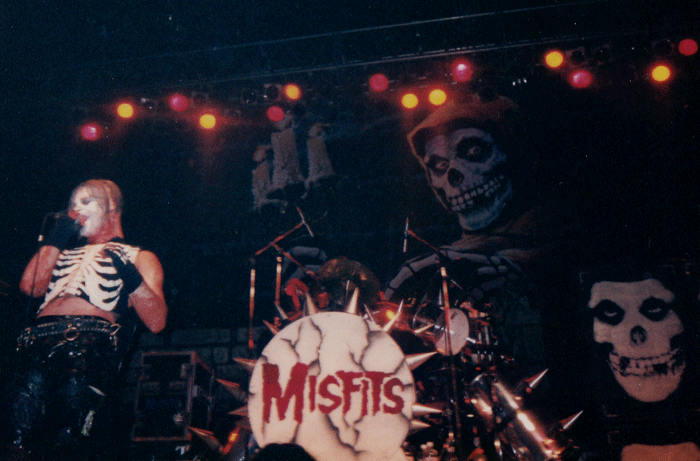
Тур в поддержку American Psycho, 1998 год

Альбом называется так же как и роман Брета Истона Эллиса «Американский психопат», хотя первоначально должен был носить название «Dead Kings Rise». Этот альбом был спродюсирован Дэниелом Рэйем (который продюсировал таких музыкантов, как Ramones и Роб Зомби) и смикширован Энди Уоллесом (Slayer, Nirvana, RAtM, Джефф Бакли).
По свидетельству Джерри Онли, первое время группа действительно была настроена писать материал а-ля Данциг — агрессивные короткие трёхаккордовые боевики; однако новый вокалист, Майкл Грэйвс, не вписался в этот формат, в результате чего группа постепенно обрела новое звучание. Грейвс выступил соавтором ряда песен; тексты «Dig Up Her Bones» и «The Haunting» были написаны им задолго до прихода в группу.
Инструментал «Abominable Dr.Phibes» взят из начала песни «Dr. Phibes Rises Again» (основанной на одноимённом ужастике 1972 года и написанной Онли и Дойлом в период «Kryst the Conqueror»). «Hate the Living, Love the Dead» основывается на фильме 1935 года «Невеста Франкенштейна», «This Island Earth» — на научно-фантастическом фильме «Этот остров Земля», «Walk Among Us» — на «Тварь ходит среди нас», «Shining» — на «Полтергейсте» 1982 года; «Mars Attacks» была написана Онли специально для грядущего фильма Тима Бёртона «Марс атакует!», однако Бёртон получил копию записи слишком поздно.
Работа над альбомом заняла 6 месяцев. На песни «American Psycho» и «Dig Up Her Bones» были сняты видеоклипы. Альбом (впервые в истории The Misfits) отметился попаданием в чарт The Billboard 200 (117-я строчка).

«В соответствии с нашими панк-корнями, самая длинная песня на альбоме — 3 минуты, а девять треков — под две. У нас всё тот же классический бэк-вокал, последовательность аккордов в духе 50-х, разная скорость бита, — но наше звучание на порядок лучше, чем то, которое было возможно, когда мы только начинали».— Джерри Онли

## Отзывы критиков
Entertainment Weekly: «Их бестолковые тексты, вдохновлённые плохими фильмами ужасов, опиумный голос и взрывной хардкор все ещё превосходны для концертных потасовок. А новый вокалист Майкл Грэйвс — точная копия Гленна Данцига, до того, как он стал хеви-метал-исполнителем». Рецензент российского издания журнала Classic Rock также дал альбому высокую оценку. Обзорщик PopMatters в числе прочего отметил ощутимо возросший со времён последнего альбома группы уровень игры Дойла («едва справлявшегося с двунотным соло в „We are 138“»).

## Список композиций
1. Abominable Dr. Phibes — 1:41
2. American Psycho — 2:06 (Майкл Грэйвс)
3. Speak of the Devil — 1:47
4. Walk Among Us — 1:23
5. The Hunger — 1:43
6. From Hell They Came — 2:16
7. Dig Up Her Bones — 3:01 (Майкл Грэйвс)
8. Blacklight — 1:27
9. Resurrection — 1:29
10. This Island Earth — 2:15
11. Crimson Ghost — 2:01
12. Day of the Dead — 1:49
13. The Haunting — 1:25
14. Mars Attacks — 2:28
15. Hate the Living, Love the Dead — 1:36 (Dr. Chud)
16. Shining — 2:59
17. Don’t Open ’til Doomsday — 7:58 (Джерри Онли)
  - Hell Night (скрытый трек к «Don’t Open 'Til Doomsday»)
18. Dead Kings Rise (бонус-трек винилового издания)

## Участники записи
- Джерри Онли — бас
- Doyle Wolfgang von Frankenstein — гитара
- Майкл Грэйвс — вокал
- Dr. Chud — ударные; клавишные (песни 1, 3-4, 8, 10)

## Дополнительные факты
- American Psycho является одним из любимых у гитариста группы, Дойла; Данцигу и Онли, напротив, больше по душе Famous Monsters[7].
- В 2013 году Грэйвс перезаписал «Dig Up Her Bones» и «American Psycho» для альбома-антологии The Lost Skeleton Returns[13]. Для альбома Keys (2018) «Dig Up Her Bones» была перезаписана при участии акустических и клавишных инструментов.
- Гармонии «Day of the Dead» совпадают с хитом 1961 года «(Marie’s the Name) His Latest Flame» Элвиса Пресли. Позже The Misfits запишут кавер-версию этого хита для альбома Project 1950.